# 185-й истребительный авиационный полк
185-й истребительный авиационный Краснознамённый полк — воинская часть Вооружённых сил СССР в Великой Отечественной войне.

## История
Сформирован в 1941 году до начала войны.
В составе действующей армии во время ВОВ с 22 июня 1941 по 24 марта 1942 и с 19 июня 1942 по 2 августа 1942 года.
На 22 июня 1941 года базируется на аэродроме Пуховичи . Формирование полка, как и дивизии, было только начато и самолёты в состав полка к началу войны не поступили. Уже в июне 1941 года личный состав полка был эвакуирован из Белоруссии в Рязань для завершения формирования. Получив часть лётчиков и техников из 148-го истребительного авиационного полка, закончил формирование в трёхэскадрильном составе к середине августа 1941 года. Был вооружён истребителями МиГ-3. 3 сентября 1941 года 59-я истребительная авиационная дивизия в состав которой входил полк была расформирована, на её базе была создана 3-я резервная авиационная группа в которую полк также вошёл.
В первые дни сентября 1941 года полк перелетел на южный берег Ладожского озера, базируется на аэродроме неподалёку от Волхова. С сентября 1941 по февраль 1942 года действует над Волховом, Будогощью, Тихвином, Киришами, Ладожским озером, участвует в Тихвинских оборонительной и наступательной операциях. С конца декабря 1941 года базируется близ Малая Малой Вишеры.
Приступил к поддержке войск 2-й ударной армии в Любанской операции. В конце марта 1942 года, имея в составе 11 лётчиков, выведен в резерв на переформирование и переобучение, 7 апреля 1942 года прибыл в 22-й запасной авиационный полк в Иваново. 9 июня 1942 года закончил переобучение, был вооружён самолётами «Аэрокобра» и в двухэскадрильном составе из 20 самолётов 30 июня 1942 года отбыл на фронт.
Прибыл в район Липецка, где перед полком была поставлена задача прикрытия бомбардировщиков «Boston» из состава 244-й авиационной дивизии, а также осуществления противовоздушной обороны Липецка. За месяц боёв сбил около 40 самолётов противника, потеряв двух лётчиков и три самолёта.
Приказом НКО СССР от 3 августа 1942 года полк был расформирован, а личный состав полка, будучи одним из первых подготовленных к полётам на американских истребителях, был использован для формирования авиационных полков 1-й перегоночной авиационной дивизии Гражданского воздушного флота, которая осуществляла перегон получаемых по ленд-лизу самолётов по Красноярской воздушной трассе от Фэрбанкса. Часть пилотов и самолёты были переданы в 153-й истребительный авиационный полк.

## Подчинение
| Дата            | Фронт (округ)            | Армия      | Корпус (группа)                  | Дивизия                                    | Примечания |
| --------------- | ------------------------ | ---------- | -------------------------------- | ------------------------------------------ | ---------- |
| 22.06.1941 года | Западный фронт           | -          | -                                | 59-я истребительная авиационная дивизия    | -          |
| 01.07.1941 года | -                        | -          | -                                | -                                          | нет данных |
| 10.07.1941 года | -                        | -          | -                                | -                                          | -          |
| 01.08.1941 года | -                        | -          | -                                | -                                          | нет данных |
| 01.09.1941 года | -                        | -          | -                                | -                                          | нет данных |
| 01.10.1941 года | Ленинградский фронт      | 54-я армия | 3-я резервная авиационная группа | -                                          | -          |
| 01.11.1941 года | Ленинградский фронт      | -          | 3-я резервная авиационная группа | -                                          | -          |
| 01.12.1941 года | Ленинградский фронт      | -          | 3-я резервная авиационная группа | -                                          | -          |
| 01.01.1942 года | Волховский фронт         | 4-я армия  | 3-я резервная авиационная группа | -                                          | -          |
| 01.02.1942 года | Волховский фронт         | 4-я армия  | 3-я резервная авиационная группа | -                                          | -          |
| 01.03.1942 года | Волховский фронт         | 4-я армия  | 3-я резервная авиационная группа | -                                          | -          |
| 01.04.1942 года | Резерв Ставки ВГК        | -          | -                                | -                                          | -          |
| 01.05.1942 года | Московский военный округ | -          | -                                | -                                          | -          |
| 01.06.1942 года | Московский военный округ | -          | -                                | -                                          | -          |
| 01.07.1942 года | Ставка ВГК               | -          | -                                | 244-я бомбардировочная авиационная дивизия | -          |
| 01.08.1942 года | Ставка ВГК               | -          | -                                | 244-я бомбардировочная авиационная дивизия | -          |

## Командиры
- Васин Никифор Сергеевич, капитан, майор, подполковник

## Награды и наименования
| Награда                | Дата | За что получена                |
| ---------------------- | ---- | ------------------------------ |
| Орден Красного Знамени |      | За отличия в боях над Тихвином |